# Clanis (fiume)
Il Clanis Aretinum come riporta Plino il Vecchio è stato un fiume dell'Etruria centrale, nascente dal colle di Chiani a ovest di Arezzo, che dopo avere percorso l'omonima valle in direzione sud (oggi Val di Chiana), tra cui il Lago di Montepulciano e il Lago di Chiusi (residui del mare pliocenico e il cui zero idrometrico era in quota inferiore rispetto a oggi), si univa al corpo idrico del Paglia in località Ciconia (Orvieto); dopodiché, l'alveo in cui scorrono le unite acque del Paglia e del Clanis si immette nel Tevere, poco più a sud di Orvieto, laddove in età romana si trovava il Porto Romano di Pagliano. Fino a centocinquantamila anni fa esso era altresì l'alveo del fiume Arno, quando quest'ultimo trovò un nuovo percorso verso il mare.

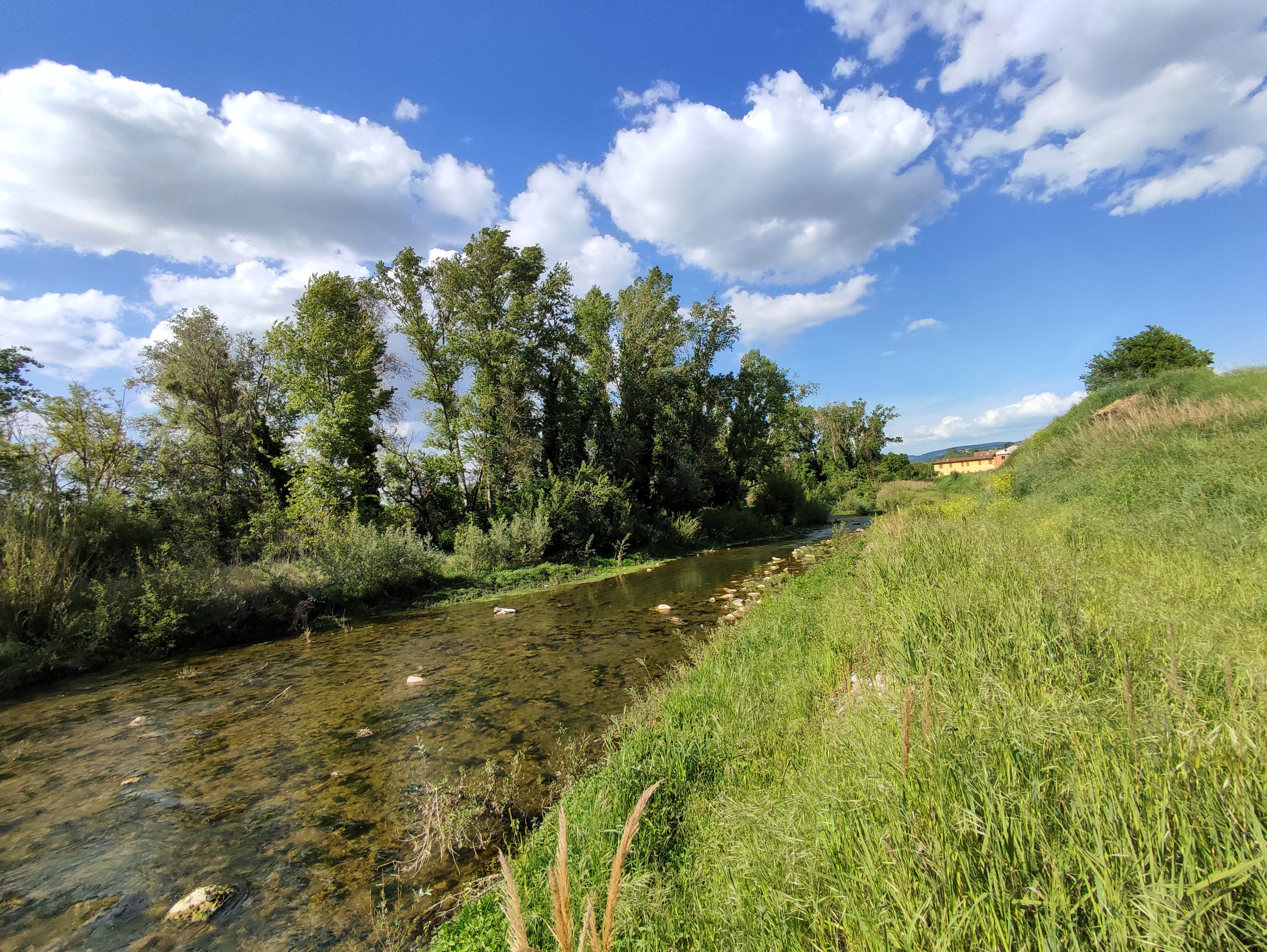
Clanis (oggi Chiani) in Ciconia di Orvieto, quasi in confluenza con il fiume Paglia, deprivato di buona parte delle sue acque (ostacolate dalla diga del Muro Grosso nel sec. XI e, negli ultimi secoli, deviate progressivamente in Arno). Foto del 27 aprile 2024, 16:41

## Storia
Il Clanis aveva una portata d'acqua sufficiente a renderlo navigabile, come riportato da Plinio il Vecchio nella Naturalis historia (III.53).
(Plinio il Vecchio, Naturalis historia, III.53)
Lungo il suo corso si svilupparono notevoli centri etruschi (Arezzo, Cortona, Chiusi e Orvieto) e fiorirono l'agricoltura (specie la coltivazione del farro e del grano ma anche del lino e del papiro), la pesca e il commercio. Anche la Via Cassia – sia il tratto antico (vetus) sia il tratto realizzato dall'imperatore Adriano – si trova in tale valle, in destra idraulica e in quota superiore a quella dell'alveo (anche "maggiore" o di piena straordinaria), come è dimostrato, tra l'altro, dal ritrovamento della mansio ad novas, poco più a nord di Clusium, nei pressi di Acquaviva (frazione di Montepulciano), indicata nella Tabula Peutingeriana.
I Romani, che occuparono la Valle del Clanis in seguito alla battaglia del Sentino (295 a.C.), sfruttarono le risorse della valle e del suo fiume senza farvi interventi, se non stradali. In seguito, l'atteggiamento dell'Urbe verso gli affluenti del Tevere mutò sensibilmente: tali affluenti, tra cui il Nera e il Clanis, contribuivano alle piene del Tevere, che inondavano Roma. Il Senato romano esaminò nel 15 d.C. un progetto per deviare il corso di tutti i fiumi e dei laghi immissari del Tevere, tra cui il Clanis le cui acque (con semplici allaccianti tesi ad intercettarne i torrenti che lo alimentavano, potevano - in buona parte - essere dirottate sud verso nord). Per questo furono sentiti in Senato i rappresentanti dei cittadini delle Colonie e dei Municipi interessati. Tuttavia, come riportato da Tacito negli Annales (I. 79), la proposta fu bocciata per le proteste di tutti tali rappresentanti, compresi quelli di Rieti, di Terni e di Florentia (l'attuale Firenze); questi ultimi temevano che il Clanis avrebbe aumentato notevolmente la portata d'acqua dell'Arno, facendo così cadere sulla loro città lo stesso problema che aveva Roma. L'unico progetto - portato in Senato - che prevedeva uno sbarramento alle acque concerneva il lago Velino (affluente del Nera). Alla fine, le insistenze delle Colonie o la difficoltà dei lavori oppure lo scrupolo religioso prevalsero; fu accolto il parere di Gneo Pisone, che proponeva di lasciare tutto inalterato.
(Tacito, Annales, I. 79)
Pertanto in età romana non fu modificato il corso di alcun torrente, immissario del Clanis, con sofisticate opere idrauliche (grazie agli ingegnosi curatores acquarum) come allaccianti pedecollinari diretti all'Arno, fiume questo che lambiva Arezzo e che dal Quaternario non sfociava più nel Clanis. Prima che l'Arno cambiasse naturalmente il suo corso, esso era un immissario del Tevere ("Arno Tiberino"). Gli Etruschi limarono una strettoia in granito, nei pressi di Arezzo, per evitare che le piene dell'Arno invadessero la piana di Arretium, sfiorando poi nel Clanis (attraverso l'antico percorso). Da allora le piene dell'Arno non ebbero più modo di sfiorare nel Clanis (fiume sacro, per gli Etruschi, come dimostra la splendida statuetta bronzea, appartenente al dio fluviale Klanins, come da iscrizione ecepigrafica su di essa, rinvenuta nei pressi di Arezzo).
All'inizio della seconda metà del secolo XI, al tempo del Sacro Romano Impero teutonico, alla morte di Bonifacio di Canossa (padre di Matilde di Canossa) fu realizzata una diga nella parte più stretta del fondovalle del Clanis, nei pressi di Carnaiola, dominata dal maniero costruito nel secolo XI, forse sulle rovine di una costruzione romana. La diga era composta da un enorme sbarramento in terrabattuta, sopra il quale fu eretto un muraglione che in seguito prese il nome di "Muro grosso” o Murgrosso, munito di importanti contrafforti. A breve distanza da tale sbarramento, a monte di esso, fu realizzato il ponte di Carnaiola che consentiva di superare il pelagus (lago artificiale) creato dalla diga, su cui transitava la neonata Via Romea Germanica. Anche il Muro Grosso era calpestabile sulla sommità e sfruttabile come ponte, ma tale struttura era prevalentemente militare.
Il Muro Grosso fu parzialmente demolito dall'ing. Rafael Bombelli per volontà di Papa Giulio III, quando cominciarono le bonifiche della valle in area pontificia (le bonifiche erano contestualmente eseguite in area Toscana grazie a Cosimo I de' Medici). Tale diga fu poi ricostruita da Papa Clemente VIII dopo l'alluvione di Roma del 25 dicembre 1598. Dopo il trattato tra Stato Pontificio e Granducato di Toscana del 1780, il Muro Grosso fu demolito centralmente e, nella parte demolita, fu realizzato un ponte per mantenere il percorso carrabile, per agevolare il deflusso delle acque e per consentire le importanti opere di bonifica (in ambedue gli stati).
Il suddetto ponte, unitamente a ciò che residuava – quantomeno sopraterra – del Muro Grosso, è stato demolito nel 1937, epoca di scarsa sensibilità nella conservazione. Resti della muratura storica sono ancora visibili.
Sappiamo che nel 65 d.C. Nerone fece realizzare piccole chiuse nel Tevere per consentirne la navigabilità durante le secche estive, in occasione delle Nundinae, quando presso il porto fluviale di Ripetta, a Roma, erano attese grandi quantità di merci, specialmente le derrate provenienti dalla fertile valle del Clanis, lavorate nel porto romano di Pagliano dove si trovava un'importante industria molitoria. Da ciò è scaturita l'ipotesi per cui alcune chiuse potrebbero essere state realizzate, altresì, lungo il Clanis (affluente del Tevere unitamente al Paglia), nonché la tradizione interpretativa per cui una di questa sarebbe stata realizzata laddove sarà costruito il Muro Grosso nel secolo XI, o che quest'ultimo sarebbe stato costruito per volontà Nerone nel 65 d.C.. 
Quel che è certo è che lo sbarramento del corso del Clanis provocò il ristagno delle relative acque dalla metà del secolo XI. Queste dapprima esondarono dall'Alveo (sia di piena ordinaria sia di piena straordinaria), poi si riversarono sull'intera valle trasformandola in un gigantesco lago – dove le acque erano quasi ferme e i relativi sedimi solidi si depositavano nel fondale – e quindi in una palude. Il Clanis cessava così di esistere. La malaria, nella valle del Clanis, è attestata dopo oltre un secolo dal predetto sbarramento, essendo documentata dalla fine del secolo XII. 

## Il presente
La formazione della palude ha di fatto separato le sorti dell'antico corso del Clanis. Oggi, il displuvio tra Val di Chiana Romana e Val di Chiana Toscana va dall'argine destro del torrente Montelungo, in Chiusi, all'argine di separazione del 1780, posto tra Chiusi (in Toscana) e Po' Bandino (in Umbria). Di fatto, tuttavia, in località "Bozze di Chiusi" il displuvio effettivo si trova alcune centinaia di metri più a nord, nel fosso Chianicella, nella botte sotto il torrente Tresa. La parte settentrionale, caduta alfine sotto la dominazione di Firenze, fu bonificata a più riprese, specialmente dalla metà del secolo XVI (grazie a Cosimo I de' Medici), ma la cosiddetta (seconda) "Guerra delle Acque" tra Stato Pontificio e Granducato di Toscana, iniziata nel 1599 e terminata nel 1780, non fu molto d'aiuto. Dopo il concordato tra i due stati del 1780, la bonifica della valle (lato pontificio e lato granducale) fu molto agevolata. In Toscana, sul finire del Settecento e agli esordi dell'Ottocento si distinse il giurista Vittorio Fossombroni con il sistema delle "colmate" (tra Arezzo e Foiano della Chiana) e con il Canale maestro della Chiana. Il metodo di bonifica di Fossombroni, che non era partito dalla parte più elevata della valle (argine di separazione del 1780), aveva portato immediati frutti a valle (in area aretina) ma gravi pregiudizi a monte, tra Foiano della Chiana e Chiusi. Ciò costrinse il granduca Leopoldo II d'Asburgo-Lorena a collocarlo nella Segreteria di Stato, a Firenze, e ad affidare l'incarico di bonificatore all'architetto e ingegnere Alessandro Manetti che aveva studiato, tra l'altro, all'École nationale des ponts et chaussées. Quest'ultimo realizzò copiose e ingegnose opere idrauliche, da Chiusi verso nord, tra cui gli Allaccianti di Destra e di Sinistra del Canale maestro della Chiana, ampliato e prolungato, lo sbassamento delle soglie del Callone di Valiano e della Chiusa dei Monaci, e non solo, cominciando così la vera bonifica dell'area più compromessa, oltre che dell'intera Val di Chiana. Dopo di lui si distinsero altri bonificatori tra cui l'ing. Possenti del Genio Civile di Arezzo. Parallelamente la Val di Chiana Romana era bonificata dalla Prefettura Pontificia delle Acque.
In Val di Chiana toscana giungono, tra l'altro, le acque di vari fossi e torrenti umbri, tra cui i torrenti Maranzano, Moiano, Rio maggio (proveniente da Sanfatucchio) e Tresa (proveniente da Panicale, località Montali) che in occasione delle acque di piena vengono regolarmente deviate verso il Lago di Chiusi, in provincia di Siena, attraverso un complesso sistema di chiuse idrauliche. Pertanto il displuvio tra i due bacini idrografici (Arno e Tevere) si trova, tra l'altro, tra Sanfatucchio e Paciano in corrispondenza delle chiuse meccanizzate che deviano le acque del Rio Maggiore e del Tresa, alternativamente, verso il Lago Trasimeno grazie al canale artificiale Anguillara, o verso il Lago di Chiusi attraverso i "nuovi" letti di tali torrenti, deviati verso Chiusi da Papa Innocenzo VIII nel 1490, poi girati verso il Lago di Chiusi con il trattato del 1780. La Val di Chiana settentrionale, cosiddetta toscana, e conseguemente il Bacino Idrografico dell'Arno cominciano quindi dalla Val di Tresa, in Umbria, oltre che dall'argine destro del torrente Montelungo e dall'argine di separazione del 1780. Da quest'area del bacino idrografico dell'Arno le acque giungono al Lago di Chiusi, poi al Lago di Montepulciano dove inizia il vero e proprio Canale maestro della Chiana, e infine alla Chiusa dei Monaci, diga tardo medievale sul fossatum novum (canale artificiale scavato nella roccia e realizzato a partire dal 1338) in località Ponte a Chiani, oggi rimossa, per poi passare sotto il bellissimo Ponte di Pratantico prima di gettarsi in Arno tra Monte Sopra Rondine e Ponte Buriano nel comune di Arezzo.

I lavori di bonifica della parte meridionale della valle, caduta alfine sotto la dominazione pontificia, ebbero avvio negli stessi anni e produssero i medesimi risultati. La Val di Chiana romana è oggi attraversata dal fiume Chiani, che nasce da Chiusi Scalo presso l'argine di separazione, opera artificiale che divide il bacino del Canale Maestro della Chiana da quello del Chiani, raccoglie le acque dei torrenti limitrofi provenienti dal Monte Cetona ad ovest e dalle colline di Città della Pieve ad est per poi gettarsi nel Paglia presso Orvieto, ripercorrendo la parte meridionale dell'antico corso del Clanis.

## Eponimia
Il nome del Clanis fu approvato nel 1988 dall'Unione astronomica internazionale quale eponimo di una vallis del pianeta Marte, da allora nota come Clanis Valles.